# Leptosynapta tenuis
Leptosynapta tenuis är en sjögurkeart. Leptosynapta tenuis ingår i släktet Leptosynapta och familjen masksjögurkor. Inga underarter finns listade i Catalogue of Life.